# Daphne and the Pirate
Daphne and the Pirate é um filme norte-americano dirigido por Christy Cabanne e lançado em 1916.